# Giuseppe Zocchi
Giuseppe Zocchi, né le 19 mars 1716 ou 1717 dans les environs de Florence où il est mort en 1767, est un peintre, dessinateur et un graveur florentin. Il est surtout connu pour ses vues de Florence.

## Biographie

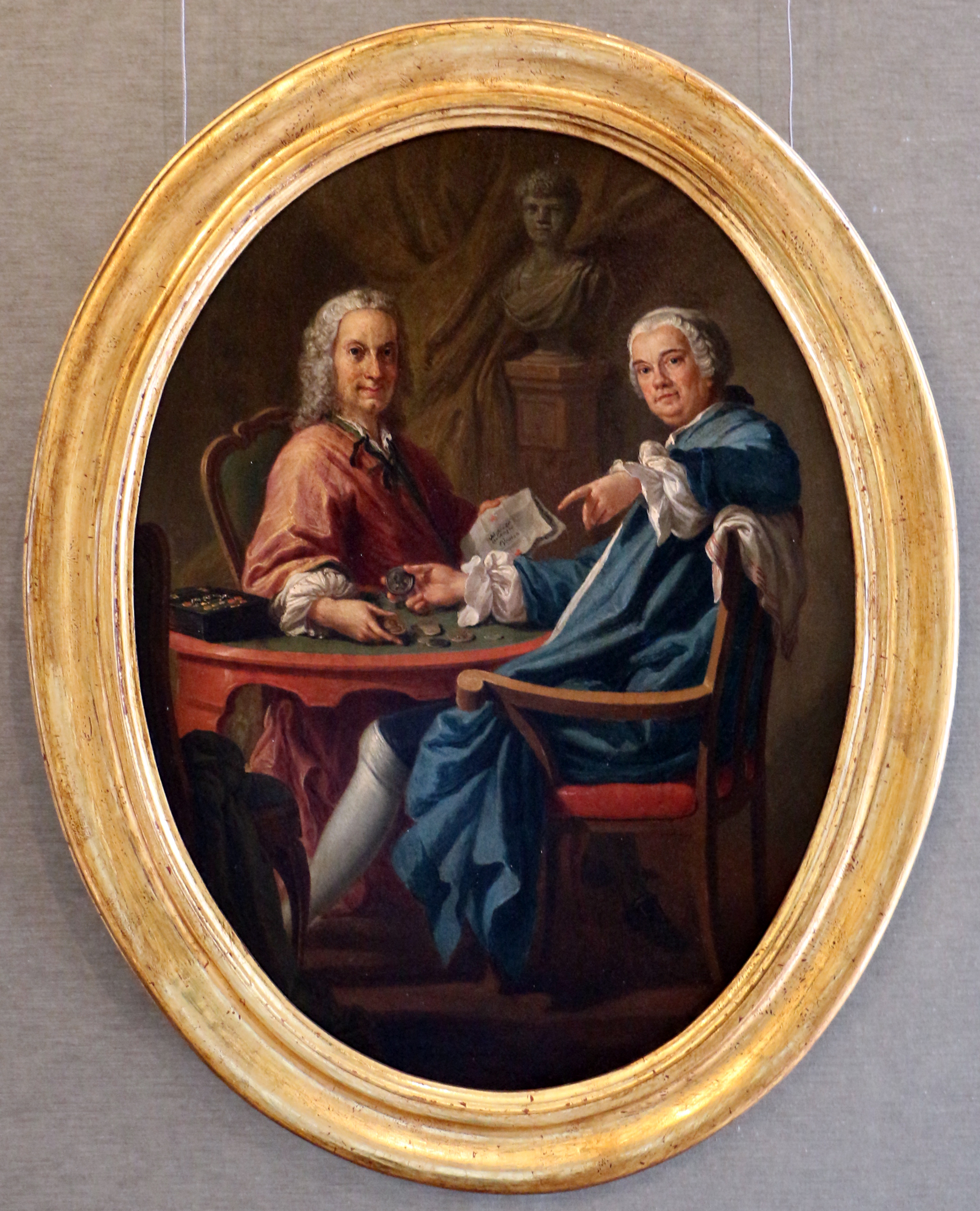
Portrait du Marquis Gerini par Zocchi, Ca' Rezzonico, Venise

Les origines familiales de Giuseppe Zocchi sont mal connues. Il est probablement frère de Cosimo Zocchi. Il entre dans l'atelier de Ranieri del Pace, où il commence à se faire un nom en tant que peintre de décor.
Dès sa jeunesse, il est protégé par le marquis Andrea Gerini, qui lui finance plusieurs séjours d'études à Rome, Bologne et en Lombardie, ce qui lui permet de découvrir les créations artistiques alors en vogue. Il voyage probablement à Venise aux côtés du marquis vers 1750. L'amateur et l'artiste resteront toute leur vie en relation : Zocchi va produire au moins quatre portraits de son mécène et protecteur. 
Selon Mariette, Zocchi a été l'élève de Joseph Vernet. 
Il meurt à Florence en 1767.

## Œuvres

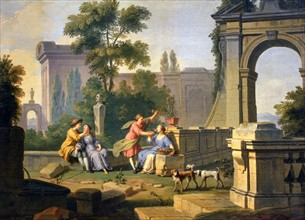
Les sens : l'odorat et le toucher (1751).

### Fresques
Giuseppe Zocchi a exécuté des fresques à la Madonna de' Rici, au Teatro della Pergola et dans plusieurs palais florentins, notamment ceux des Gerini, des Rinuccini et des Serristori.

### Modèles pour les mosaïques de pierre dure
De 1754 à 1760, il est le peintre officiel de la Bottegha delle Pietre Dure, qui regroupe les ateliers de mosaïques en pierres dures de Florence. 
Plusieurs ensembles réalisés d'après ses dessins sont conservés au Palazzo Pitti, au Musée du Louvre et à la Hofburg de Vienne. 

### Illustrateur et graveur
Si Zocchi a gravé lui-même une vingtaine d'eaux-fortes, il a surtout fourni des dessins pour la gravure. 
Zocchi est l'auteur d'illustrations, de vignettes et de frontispices pour des éditions de l'Énéide de Virgile, des Épitres héroïques et des Métamorphoses d'Ovide, toutes parues à Paris entre 1760 et 1767. 
Plusieurs de ses feuilles (allégories, portraits) ont été interprétées sur cuivre par Fabio Berardi, F. Bartolozzi et F. Allegrini. 
Zocchi a enfin participé, comme dessinateur, à l'entreprise de publication de la collection Gerini en 1771. 

### Vues topographiques
Zocchi est surtout connu pour ses vues topographiques, déclinées en dessins, tableaux et gravures, sans que l'on connaisse précisément l'ordre d'exécution dans les différents médium.
En 1744, une double série de vues de Florence et de Toscane paraît : elle présente 74 vues dessinées par Zocchi et gravées par 22 interprètes, parmi lesquels Filippo Morghen, Pietro Monaco, Giuseppe Benedetti et Joseph Wagner, mais également Piranèse et Marieschi. Giuseppe Zocchi a gravé deux planches. Les deux suites comptent 24 vues de Florence et 52 de Toscane. 
Elles ont été commandées par Andrea Gerini, et son exécution probablement coordonnée par Johann Gottfried Seuter. Le tirage débute vraisemblablement en 1743 : l'éditeur de la suite est Giuseppe Allegrini, graveur et marchand d'estampe florentin. Elle sera rééditée en 1754 en association avec Giuseppe Bouchard, un libraire français installé à Florence. 

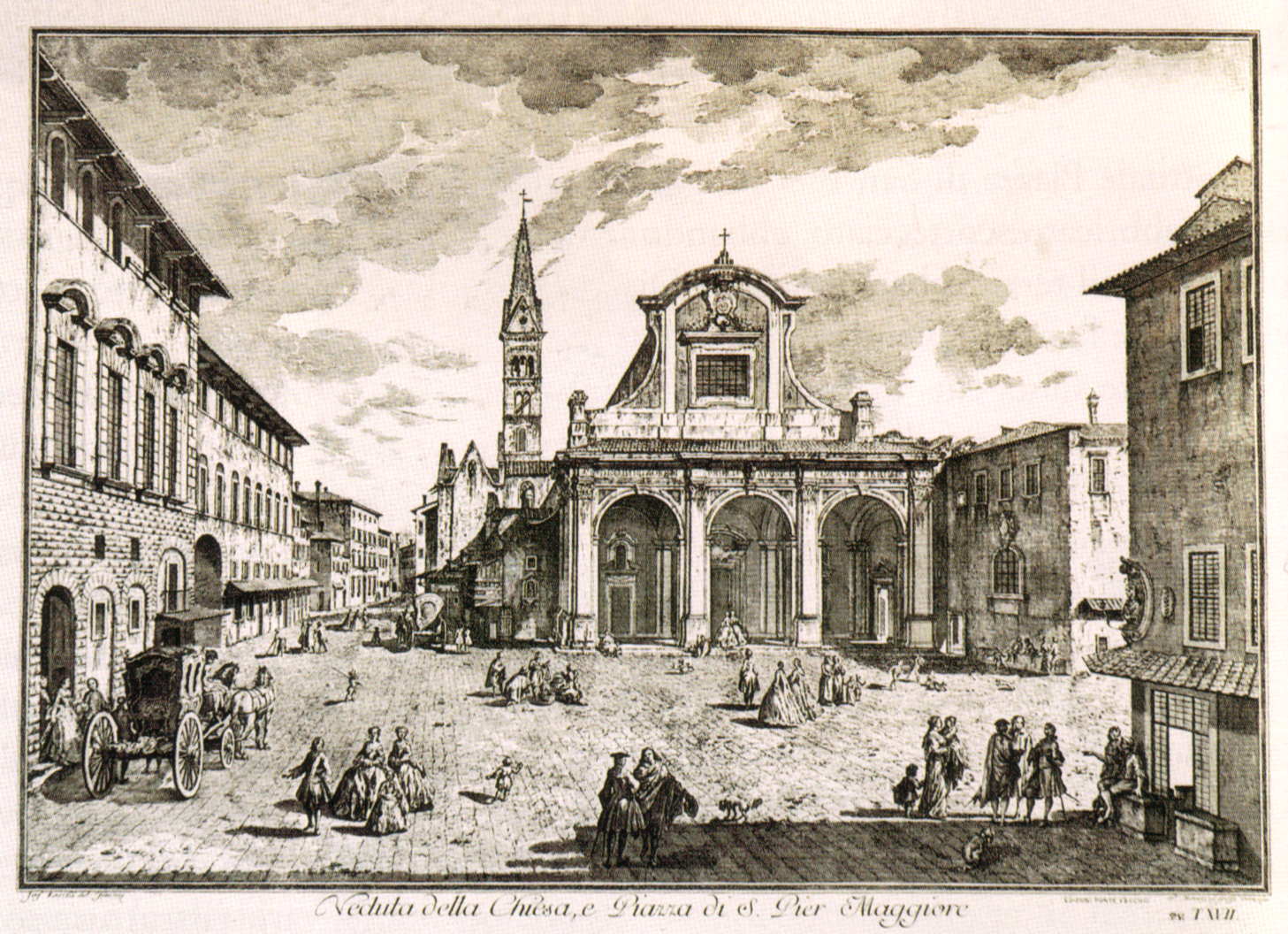
Place Saint Pierre Majeur à Florence
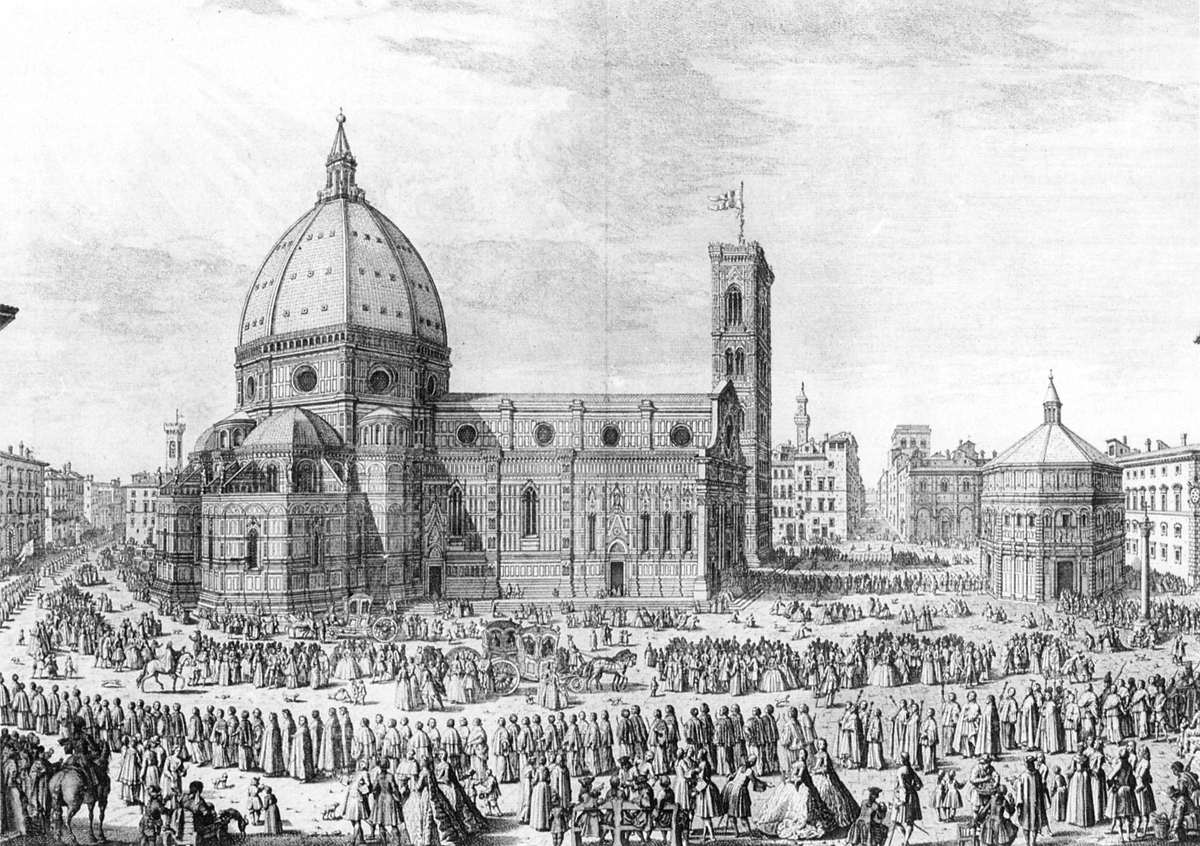
Duomo de Florence
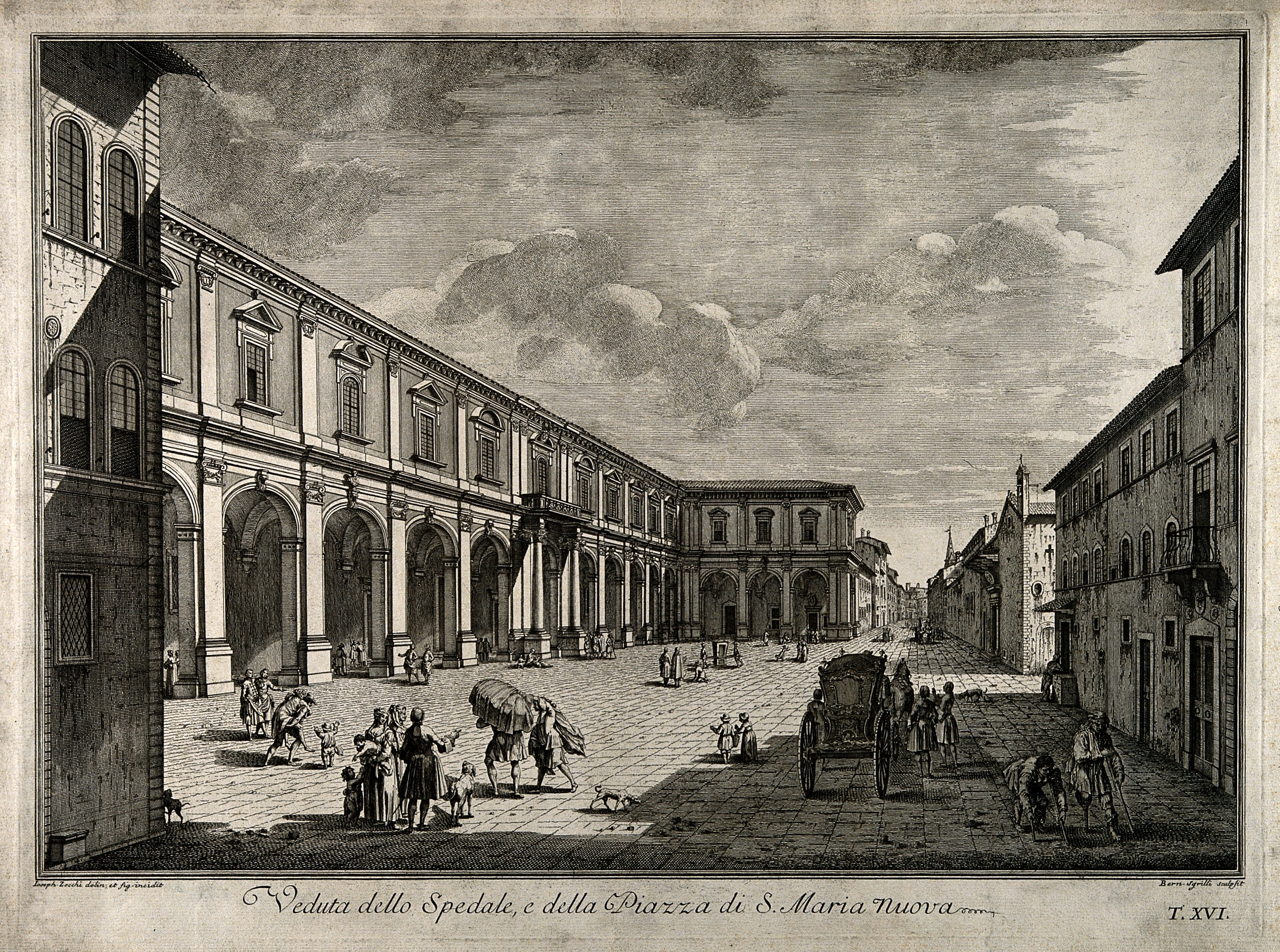
Hospital Santa Maria Nuova
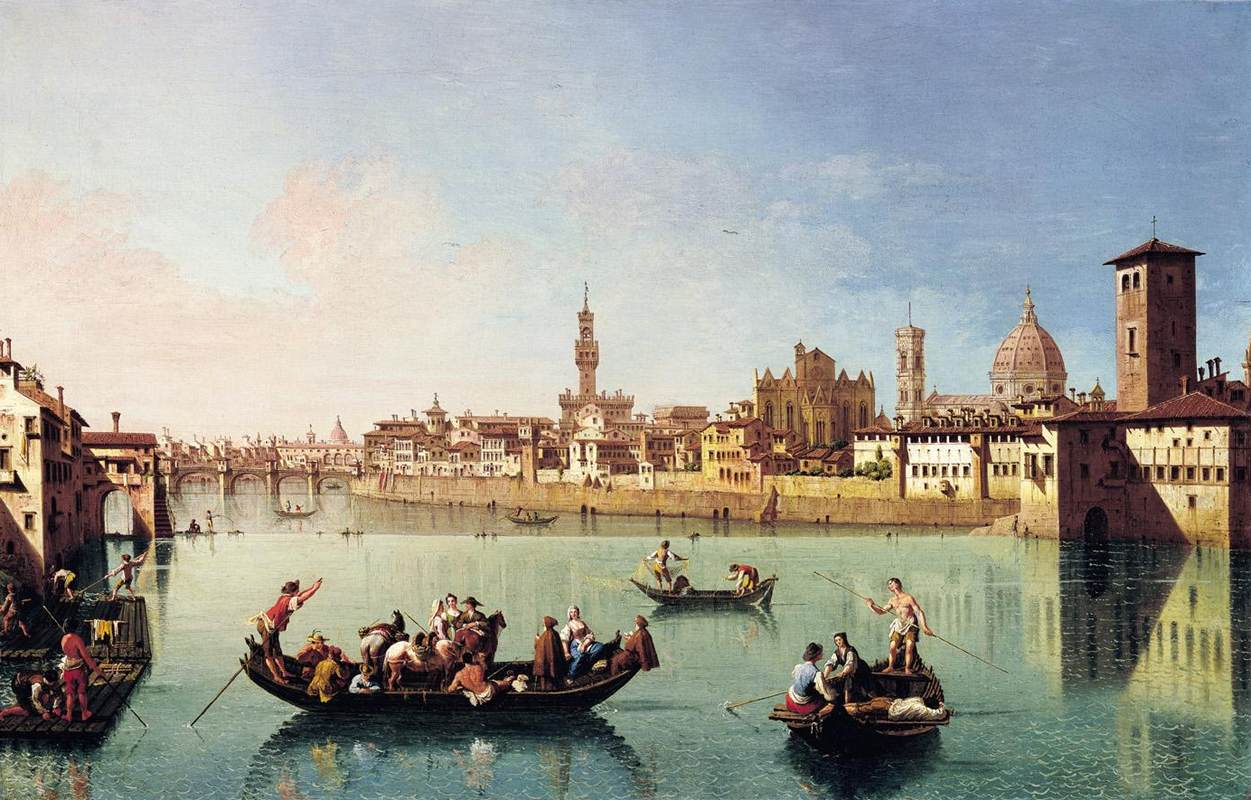
Vue de l'Arno à Florence (première moitié du XVIIIe siècle).
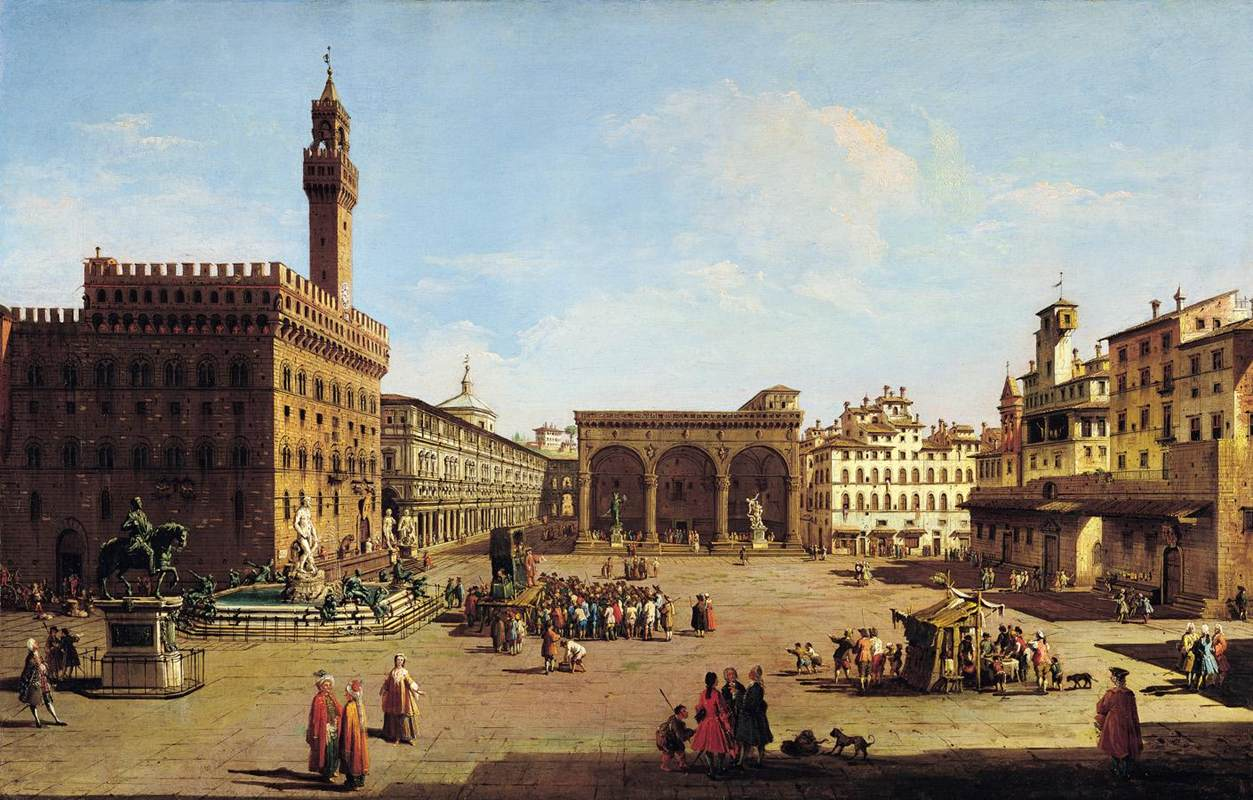
Piazza della Signoria à Florence.

Les dessins préparatoires de ces deux suites sont conservés à la Pierpont Morgan Library, à New York depuis 1952. 
Les vues gravées d'après les dessins de Zocchi ont été de nombreuses fois copiés, en estampe ou en peinture. Elle servent de modèles à plusieurs vues d'optique figurant Florence, mais également à des vues peintes d'autres artistes, notamment de l'anglais Thomas Patch.

## Institutions conservant des œuvres de Zocchi
Des dessins de Zocchi sont conservés aux Offices (24 feuilles), à la Pierpont Morgan Library. 
Le British Museum conserve plus de 220 estampes d'après Zocchi.